# 浙江蝎子草
浙江蝎子草（学名：Girardinia chingiana）为荨麻科蝎子草属下的一个种。

## 扩展阅读
- 維基物種上的相關：浙江蝎子草